# South Park (sæson 13)
Den Trettende sæson af South Park, en amerikansk animeret tv-komedie serie, der blev oprindeligt vist i USA på Comedy Central mellem den 11. marts og 18. november 2009. Sæsonen blev skabt af seriens skabere Trey Parker og Matt Stone, der også fungerede som executive producere sammen med Anne Garefino. Sæsonen fortsatte med at fokuserer på protagonisterne Stan, Kyle, Cartman, Kenny og Butters i de fiktionelle bjergby South Park i Colorado.
Sæsonen var den første af tre nye sæsoner Parker og Stone gik med til at producerer for netværket under en ny aftale. Den bestod af 14 22-minutters afsnit, der blev sendt i to grupper af syv afsnit, med en seks måneders pause imellem. Inden sæsonpræmieren, blev alle South Park-afsnit gjort tilgængelige på seriens officielle hjemmeside, South Park Studios. Den 13. sæson var den første til at blive vist i High Definition og i widescreen. Ligesom i forudgående sæsoner, skrev og producerede Parker og Stone afsnittene i uge op til den første visning. 
Den 13. sæson satirisere emner såsom ACORN skandalen, hvalfangeri i Japan, Sørøveri ud for Somalia og marketingsteknikkerne fra Walt Disney Company. Kendte blev gjort grin gennem hele sæson, heriblandt Jonas Brothers, Kanye West, Carlos Mencia, Paul Watson og Glenn Beck, alle der offentligt svarede på deres portrætteringer. Afsnittet "Fishsticks" tiltrak især mediernes opmærksomhed, fordi rapperen Kanye Wests erklæring om at jokene om hans arrogance var sjove, men at han blev ked af dem. "The F Word", i hvilken centrale figurer forsøger at ændre definitionen af ordet "faggot", var specielt kontroversielt og gav klager fra Gay & Lesbian Alliance Against Defamation. En visning af "Pinewood Derby" i Mexico blev trukket tilbage, angiveligt på grund af dets portrættering af Mexicos præsident Felipe Calderón. "Fatbeard" blev rost af mandskabet ombord på USS Bainbridge, der var involveret i 2009-redningen af MV Mærsk Alabama fra somaliske pirater.
Den 13. sæson modtog blandede anmeldelser; nogle kritikere kaldte det en af South Parks stærkeste sæsoner, mens andre påstod af serien var begyndt at falde i kvalitet.[kilde mangler] Sæsonen bibeholdte den gennemsnitlige Nielsen rating seertal for serien, på omkring 3 millioner seere per afsnit. Afsnittet "Margaritaville", der satiriserede den globale recessionen i slutningen af 2000'erne, der havde indflydelse på det meste af den industrialiserede verden, vandt en Emmy Award i 2009 for Uovertruffet animeret program (for program på under en time). 

## Afsnit
| Serie # | Sæson # | Titel                   | Instruktør  | Forfatter(e) | Original sendedato | Seere i USA    |
| 182 | 1       | "The Ring"              | Trey Parker | Trey Parker  | 11. marts 2009     | 3,11 millioner |
| Kenny tager sin promiskuøse nye kæreste med til en koncert med Jonas Brothers, i håbet om at få oral sex af hende. I stedet giver bandet dem kyskehedsringe, som et løfte på at de ikke vil have sex før ægteskabet. Kenny bliver kedeligt som resultat af dette og stopper med at bruge tid med sine venner, hvilket bekymre Stan, Kyle og Cartman meget. De forsøger at konfrontere Jonas Brothers med dette ved en live-koncert og finder ud af at en grådig Mickey Mouse bruger ringene som en måde hvorpå han kan sælge sex til små piger, uden at bringe forældre i oprør. Drengene narrer Mickey til at afsløre sine luskede intentioner foran publikum, der herefter går mod ham. Kenny smider ringer og får oralsex af Tammy. Han får herefter syfilis og dør.                   |         |                         |             |              |                    |                |
| 183 | 2       | "The Coon"              | Trey Parker | Trey Parker  | 18. marts 2009     | 3,27 millioner |
| |         |                         |             |              |                    |                |
| 184 | 3       | "Margaritaville"        | Trey Parker | Trey Parker  | 25. marts 2009     | 2,77 millioner |
| |         |                         |             |              |                    |                |
| 185 | 4       | "Eat, Pray, Queef"      | Trey Parker | Trey Parker  | 1. april 2009      | 3,0 millioner  |
| |         |                         |             |              |                    |                |
| 186 | 5       | "Fishsticks"            | Trey Parker | Trey Parker  | 8. april 2009      | 3,1 millioner  |
| |         |                         |             |              |                    |                |
| 187 | 6       | "Pinewood Derby"        | Trey Parker | Trey Parker  | 15. april 2009     | 2,78 millioner |
| |         |                         |             |              |                    |                |
| 188 | 7       | "Fatbeard"              | Trey Parker | Trey Parker  | 22. april 2009     | 2,59 millioner |
| |         |                         |             |              |                    |                |
| 189 | 8       | "Dead Celebrities"      | Trey Parker | Trey Parker  | 7. oktober 2009    | 2,67 millioner |
| Ike er skræmt over gentagene møder med spøgelser af afdøde kendte. Kyle, Stan, Cartman og Kenny prøver at hjælpe ved at tilkalde holdet fra reality-serien Ghost Hunters. Da de mislykkedes, for børnene et medium til at kontakte spøgelserne der hjemsøger Ike. De finder ud af at spøgelserne er fanget i skærsilden (fremstillet som interiøret i et fly), fordi Michael Jackson ikke kan anerkende at han er død. Jacksons ånd overtager Ikes krop og insistere på at han ikke bare er i live, men også en ung kaukasisk pige. Drengene tager Jackson med til en børne-skønhedskonkurrence for små piger, så Jackson kan opleve den accept, han søgte i livet. Efter at have vundet, forlader han Ikes krop og de kendte i skærsilden letter – bare for at blive fløjet til helvede. |         |                         |             |              |                    |                |
| 190 | 9       | "Butters' Bottom Bitch" | Trey Parker | Trey Parker  | 14. oktober 2009   | 2,56 millioner |
| |         |                         |             |              |                    |                |
| 191 | 10      | "W.T.F."                | Trey Parker | Trey Parker  | 21. oktober 2009   | 1,37 millioner |
| |         |                         |             |              |                    |                |
| 192 | 11      | "Whale Whores"          | Trey Parker | Trey Parker  | 28. oktober 2009   | N/A            |
| |         |                         |             |              |                    |                |
| 193 | 12      | "The F Word"            | Trey Parker | Trey Parker  | 4. november 2009   | 1,99 millioner |
| |         |                         |             |              |                    |                |
| 194 | 13      | "Dances with Smurfs"    | Trey Parker | Trey Parker  | 11. november 2009  | 1,47 millioner |
| |         |                         |             |              |                    |                |
| 195 | 14      | "Pee"                   | Trey Parker | Trey Parker  | 18. november 2009  | 2,87 millioner |
| |         |                         |             |              |                    |                |

## Eksterne links
- South Park Studios – officielle website med video streaming af hele afsnit.